# Christopher Fry
Christopher Fry, pseudoniem van Christopher Harris (Bristol, 18 december 1907 –  Chichester, 30 juni 2005) was een Brits toneelschrijver.

## Loopbaan
Hij schreef onder meer de versdrama's The Lady's Not For Burning (1948) en Venus Observed (1949). Uit zijn twee bekendste toneelstukken spreekt een goedwillende voorzienigheid en hoop voor de mensheid, wat veel mensen vlak na de Tweede Wereldoorlog aansprak. Fry zelf was een quaker en geloofde daarom niet in geweld. Hij nam tijdens de oorlog niet deel aan gevechten, maar werkte vier jaar achter het front. 
Critici merkten vaak op dat Fry's stijl leek op die van de Amerikaanse toneelschrijver T.S. Eliot. Fry erkende dat Eliot een belangrijke invloed had op zijn werk.
Fry schreef ook mee aan filmscripts, zoals het script voor de film Ben-Hur. 